# Влажна зона
Влажната зона е територия или акватория, която изпълнява екологични функции на регулатор на водния режим и местообитание на характерна екосистема от флора и фауна. Влажните зони могат да бъдат естествени или изкуствени водни обекти с постоянни или временни води (езера, блата, тресавища) или морски крайбрежия с дълбочина при отлив до 6 метра. Водата в тях може да бъде както сладка, така и бракична или солена.
Влажните зони от международно значение, чиито флора и фауна подлежат на закрила, са определени от Рамсарската конвенция от 1971 година и се наричат рамсарски места.
Основният фактор, който разграничава влажните зони от другите форми на релефа или водни басейни е характерната растителност от водни растения (хидрофити) и влаголюбиви растения (хигрофити). Влажните зони се смятат за биологично най-разнообразните от всички екосистеми, предоставяйки хабитат за широк кръг растителни и животински видове.